# Christine Lahti
Christine Ann Lahti (Birmingham, 4 aprile 1950) è un'attrice e regista statunitense, vincitrice dell'Oscar al miglior cortometraggio per Lieberman in Love.

## Biografia

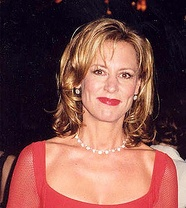
Christine Lahti nel 1997

Nata in Michigan, figlia di Elizabeth Margaret Tabar e Paul Theodore Lahti, ha origini finlandesi. Studia presso la Florida State University e si laurea all'Università del Michigan. Dopo gli studi universitari si trasferisce a New York, dove per qualche tempo lavora come cameriera e nella pubblicità.
Dopo aver iniziato la carriera artistica in ambito teatrale, debutta nel cinema con il film ...e giustizia per tutti (1979) di Norman Jewison. Nel 1981 si fa notare nel film Di chi è la mia vita? di John Badham. L'anno successivo è la protagonista della rappresentazione teatrale di Zio Vanja a Broadway, spettacolo in cui recita fino al 1983. 
Nel 1984 la sua carriera ha una svolta decisiva grazie all'interpretazione del ruolo di Hazel nel film Swing Shift - Tempo di swing di Jonathan Demme, che ottiene il successo sia di pubblico che di critica e le vale la prima candidatura all'Oscar alla miglior attrice non protagonista e al Golden Globe nella medesima categoria. Successivamente conferma la sua ascesa nel cinema internazionale come protagonista o coprotagonista in numerosi film, tra i quali Soltanto tra amici (1986), Una donna tutta particolare (1987), Vivere in fuga (1988) e Un medico, un uomo (1991).
La sua popolarità è confermata grazie al ruolo della dottoressa Kathryn Austin nella serie televisiva Chicago Hope, per cui vince un Emmy Award nel 1998 e viene più volte candidata allo stesso premio negli anni successivi. Dopo aver diretto alcuni episodi di Chicago Hope, nel 1995 cura la regia del cortometraggio Lieberman in Love, che nel 1996 le fa vincere un Premio Oscar per il miglior cortometraggio. Nel 1997 partecipa al film collettivo Subway Stories - Cronache metropolitane. Negli ultimi anni lavora prevalentemente per il piccolo schermo, in vari film e serie TV. Nel 2008 recita in Smart People con Dennis Quaid ed Ellen Page.

## Vita privata
È sposata con il regista televisivo Thomas Schlamme. La coppia ha tre figli.

## Filmografia

### Cinema
- ...e giustizia per tutti (...And Justice for All), regia di Norman Jewison (1979)
- Di chi è la mia vita? (Whose Life Is It Anyway?), regia di John Badham (1981)
- Swing Shift - Tempo di swing (Swing Shift), regia di Jonathan Demme (1984)
- Soltanto tra amici (Just Between Friends), regia di Allan Burns (1986)
- Una donna tutta particolare (Housekeeping), regia di Bill Forsyth (1987)
- Vivere in fuga (Running on Empty), regia di Sidney Lumet (1988)
- Regina senza corona (Miss Firecracker), regia di Thomas Schlamme (1989)
- Corso di anatomia (Gross Anatomy), regia di Thom Eberhardt (1989)
- Bebè mania (Funny About Love), regia di Leonard Nimoy (1990)
- Un medico, un uomo (The Doctor), regia di Randa Haines (1991)
- Fuga per un sogno (Leaving Normal), regia di Edward Zwick (1992)
- Premonizioni (Hideaway), regia di Brett Leonard (1995)
- L'eroe del cielo (Pie in the Sky), regia di Bryan Gordon (1996)
- Giustizia sommaria (Judgment Day: The Ellie Nesler Story), regia di Stephen Tolkin (1999)
- Scherzi d'amore (Revenge of the Middle-Aged Woman), regia di Sheldon Larry (2004)
- Smart People, regia di Noam Murro (2008)
- Obsessed, regia di Steve Shill (2009)
- Touched with Fire, regia di Paul Dalio (2015)
- Un amico straordinario (A Beautiful Day in the Neighborhood), regia di Marielle Heller (2019)

### Televisione
- Il mostro di Henderson (The Henderson Monster), regia di Allan Burns – film TV (1980)
- La ballata della sedia elettrica (The Executioner's Song ), regia di Lawrence Schiller – film TV (1982)
- Non c'è posto come casa (No Place Like Home), regia di Lee Grant – film TV (1989)
- Chicago Hope – serie TV, 97 episodi (1995-1999)
- Ally McBeal – serie TV, episodio 4x21 (2001)
- Jack & Bobby – serie TV, 22 episodi (2004-2005)
- Law & Order - Unità vittime speciali (Law & Order: Special Victims Unit) – serie TV, 7 episodi (2010-2012)
- Hawaii Five-0 – serie TV, 10 episodi (2012-2019)
- The Blacklist – serie TV, 10 episodi (2015-2017)
- The Good Wife – serie TV, episodi 7x06-7x12 (2015-2016)
- Evil – serie TV, 39 episodi (2019-2024)
- Curb Your Enthusiasm – serie TV, episodio 10x03 (2020)

## Riconoscimenti
- Premio Oscar
  - 1985 – Candidatura alla miglior attrice non protagonista per Swing Shift - Tempo di swing
  - 1996 – Miglior cortometraggio per Lieberman in Love

- Golden Globe
  - 1997 – Candidatura alla miglior attrice in una serie drammatica per Chicago Hope

- Premio Emmy
  - 1996 – Candidatura alla miglior attrice in una serie drammatica per Chicago Hope
  - 1997 – Candidatura alla miglior attrice in una serie drammatica per Chicago Hope
  - 1998 – Miglior attrice in una serie drammatica per Chicago Hope
  - 1999 – Candidatura alla miglior attrice in una serie drammatica per Chicago Hope

## Doppiatrici italiane
Nelle versioni in italiano delle opere in cui ha recitato, Christine Lahti è stata doppiata da:
- Isabella Pasanisi in Law & Order - Unità vittime speciali (st. 11), Obsessed, The Blacklist
- Aurora Cancian in Swing Shift - Tempo di swing, Soltanto tra amici, Bebè mania
- Stefanella Marrama in The Good Wife, Hawaii Five-0, Evil
- Barbara Castracane in Corso di anatomia, Chicago Hope
- Serena Verdirosi in Premonizioni, Grace and Frankie
- Pinella Dragani in Voglio la luce, Jack & Bobby
- Rita Savagnone in ...e giustizia per tutti
- Angiola Baggi in Vivere in fuga
- Paila Pavese in Un medico, un uomo
- Ludovica Modugno in Fuga per un sogno
- Loredana Nicosia in Ally McBeal
- Anna Rita Pasanisi in Law & Order - Unità vittime speciali (ep. 12x09, 12x17)
- Angela Brusa in Un amico straordinario